# DEEP (歌手グループ)
DEEP（ディープ）は、日本のコーラス・グループ。LDH所属。レーベルはSony Music Associated Records。

## 略歴
2009年7月1日、COLORが"DEEP"と改名して始動。同年10月7日にDEEP初のシングル『Endless road』を発売。
2018年9月25日、RYOが年内をもって芸能界を引退することを発表。同年12月31日のファンクラブイベントを最後にRYOが脱退。

## メンバー
- DEEP TAKA（ディープ タカ、1983年10月24日 - ）
  - 福岡県出身[5]。身長175cm。血液型O型。本名、木村貴浩。
  - 専門学校ESPミュージカルアカデミー出身[6]。
  - COLORのオリジナルメンバーで、2006年にVOCAL BATTLE AUDITIONにシード枠で参加した。
  - リーダーを務めている[5]。
  - 2025年6月5日に『週刊文春 電子版』で万引きが報じられた。同月9日に所属事務所が公式サイトで謝罪、併せて活動休止を発表した[7]。

- DEEP YUICHIRO（ディープ ユウイチロウ、1981年11月8日 - ）
  - 長崎県長崎市出身[8]。身長173cm。血液型A型。本名、前田雄一郎。
  - VOCAL BATTLE AUDITIONのファイナリストを経て、2006年COLOR加入[9]。
  - 元メンバーのRYOは実弟[5]。
  - 2023年に長崎市観光大使に就任[8]。

- DEEP KEISEI（ディープ ケイセイ、1986年1月24日 - ）
  - 北海道札幌市出身[10]。血液型A型。本名、天羽景聖。
  - 専門学校ESPミュージカルアカデミー出身[6]。
  - VOCAL BATTLE AUDITIONのセミファイナリストを経て、2006年COLOR加入[9]。
  - 2018年に一般女性と結婚[11]。

### 脱退したメンバー
- RYO（リョウ、1986年7月11日 - ）
  - 長崎県長崎市出身。血液型O型。本名、前田亮太。
  - VOCAL BATTLE AUDITIONのセミファイナリストを経て、2006年COLOR加入。2018年12月31日に芸能界引退[4]。2019年にブランドを立ち上げた[12]。
  - 現メンバーのYUICHIROは実兄[5]。

## 作品
順位はオリコン週間ランキングの最高位

### シングル
|    | 発売日         | タイトル                           | 順位 |
| -- | -------------- | ---------------------------------- | ---- |
| 1  | 2009年10月7日  | Endless road                       | 11位 |
| 2  | 2010年2月17日  | Echo〜優しい声〜                   | 29位 |
| 3  | 2010年7月7日   | milestone/SORA〜この声が届くまで〜 | 13位 |
| 4  | 2010年11月24日 | 未来への扉                         | 9位  |
| 5  | 2011年2月2日   | 白いマフラー                       | 10位 |
| 6  | 2011年10月5日  | 君じゃない誰かなんて〜Tejina〜     | 3位  |
| 7  | 2011年12月14日 | True Love                          | 7位  |
| 8  | 2012年1月18日  | Callin You                         | 6位  |
| 9  | 2012年8月15日  | GO                                 | 14位 |
| 10 | 2012年12月19日 | 夜風                               | 8位  |
| 11 | 2013年7月24日  | 星影                               | 9位  |
| 12 | 2013年11月27日 | I Promise You                      | 10位 |
| 13 | 2014年2月12日  | 雪しずり                           | 7位  |
| 14 | 2014年7月16日  | Just The Way You Are               | 9位  |
| 15 | 2014年12月3日  | ラスト・グッバイ                   | 7位  |
| 16 | 2016年3月16日  | MAYDAY                             | 8位  |
| 17 | 2018年2月28日  | SING                               | 12位 |
| 18 | 2018年5月30日  | Celebrate                          | 20位 |
| 19 | 2018年12月26日 | WISH                               | 6位  |
| 20 | 2024年12月11日 | 何度でも                           | 34位 |

### アルバム
|   | 発売日        | タイトル                 | 順位 |
| - | ------------- | ------------------------ | ---- |
| 1 | 2010年3月3日  | DEEP 〜brand new story〜 | 11位 |
| 2 | 2011年2月16日 | LOVE STORY               | 4位  |
| 3 | 2012年2月15日 | YOUR STORY               | 7位  |
| 4 | 2015年2月25日 | Love Light               | 14位 |
| 5 | 2018年6月27日 | THE SINGER               | 23位 |

### ベストアルバム
- DEEP BEST（2013年2月13日）

### 配信シングル
- Darlin’（2024年1月1日）[14]

### 参加作品
| 発売日        | 曲名                                | 収録作品                                     |
| ------------- | ----------------------------------- | -------------------------------------------- |
| 2010年9月22日 | キミの夢 feat. TAKA from DEEP       | 童子-T『キミの夢 feat. TAKA from DEEP』      |
| 2017年11月1日 | Back Again feat. YUICHIRO from DEEP | FREAK『Back Again feat. YUICHIRO from DEEP』 |
| 2024年7月31日 | believe in tomorrow feat. DEEP      | 250(TWO-FIFTY)『Always Tomorrow』            |

### 映像作品
- DEEP SYMPHONIC CONCERT TOUR 2010（2011年7月6日）[16]

### タイアップ
| 曲名                           | タイアップ | 収録作品                                           |
| ------------------------------ | --- | -------------------------------------------------- |
| Endless road                   | CM：「CHINTAI」                                                                                                  | 1stシングル『Endless road』                        |
| North Star                     | WOWOWドラマ『隠蔽指令』主題歌                                                                                    | 1stシングル『Endless road』                        |
| Echo〜優しい声〜               | CM：「CHINTAI」                                                                                                  | 2ndシングル『Echo〜優しい声〜』                    |
| Chocolate                      | TBS系『ざっくりマンデー!!』2月・3月度エンディング・テーマ                                                        | 2ndシングル『Echo〜優しい声〜』                    |
| 希望の桜                       | TBS系『ひるおび!』3月度エンディング・テーマ                                                                      | 1stアルバム『DEEP 〜brand new story〜』            |
| milestone                      | 映画『ロストクライム -閃光-』主題歌                                                                              | 3rdシングル『milestone／SORA〜この声が届くまで〜』 |
| SORA〜この声が届くまで〜       | 毎日放送・TBS系ドラマ『いぬのおまわりさん〜ママは産むよ!ガンとの壮絶な戦い。夫婦の245日 涙と笑顔の記録〜』主題歌 | 3rdシングル『milestone／SORA〜この声が届くまで〜』 |
| 未来への扉                     | フジテレビ系ドラマ『医龍-Team Medical Dragon3-』主題歌                                                           | 4thシングル『未来への扉』                          |
| 白いマフラー                   | 中京テレビ・日本テレビ系『フットンダ』2月度エンディング・テーマ                                                  | 5thシングル『白いマフラー』                        |
| 白いマフラー                   | 日本テレビ『iCon』2月・3月度エンディング・テーマ                                                                 | 5thシングル『白いマフラー』                        |
| 白いマフラー                   | CM：「レコチョク」                                                                                               | 5thシングル『白いマフラー』                        |
| キミがいるから                 | CM：「キロロリゾート」                                                                                           | 5thシングル『白いマフラー』                        |
| LINKS!!                        | 福岡ソフトバンクホークス「アサヒスーパードライスペシャル2011」テーマソング                                       | 2ndアルバム『LOVE STORY』                          |
| 君じゃない誰かなんて〜Tejina〜 | テレビ朝日系『FutureTracks→R』10月度エンディング・テーマ                                                         | 6thシングル『君じゃない誰かなんて〜Tejina〜』      |
| OHHH                           | CM：『H.I.S.』                                                                                                   | 6thシングル『君じゃない誰かなんて〜Tejina〜』      |
| True Love                      | CM：「キロロリゾート」                                                                                           | 7thシングル『True Love』                           |
| Callin You                     | テレビ朝日系『BREAK OUT！』1月度オープニングトラック                                                             | 8thシングル『Callin You』                          |
| GO                             | TBS番組祭り『夏サカス2012〜笑顔の扉〜』テーマソング                                                              | 9thシングル『GO』                                  |
| People in the plan             | CM：「H.I.S. 秋旅セール」                                                                                        | 9thシングル『GO』                                  |
| Tell Me                        | CM：「H.I.S. 初夢フェア」                                                                                        | 10thシングル『夜風』                               |
| 星影                           | TBS系『ひるおび!』2013年7月度エンディング・テーマ                                                                | 11thシングル『星影』                               |
| Spirit                         | 福岡ソフトバンクホークスオフィシャルダンスチーム「ハニーズ」オープニングダンスソング                             | 11thシングル『星影』                               |
| I Promise You                  | 映画『晴れのち晴れ、ときどき晴れ』主題歌                                                                         | 12thシングル『I Promise You』                      |
| Baby Shine                     | ウタモノガタリ-CINEMA FIGHTERS project-『幻光の果て』主題歌                                                      | 未収録                                             |
| Darlin’                        | テレビ朝日＆TELASA 『BLドラマの主演になりました』主題歌                                                          | 配信シングル『Darlin’』                            |

## ライブ
- DEEP LIVE TOUR 2009-2010 "Endless road"（12月18日 - 3月14日）
- DEEP LIVE HOUSE TOUR 2010 "Endless road" ～THE ROOTS～（1月14日 - 2月22日）
- DEEP LIVE HOUSE TOUR 2010 "brand new story" 〜THE ROOTS〜（4月9日 - 5月25日）
- DEEP SYMPHONIC CONCERT TOUR 2010（6月24日 - 7月9日）
- DEEP LIVE TOUR 2011 "未来への扉"（1月14日 - 5月31日）
- DEEP LIVE HOUSE TOUR 2011 "LOVE STORY"（6月18日 - 1月8日）
- DEEP LIVE TOUR 2012 "YOUR STORY"（3月3日 - 4月29日）
- DEEP LIVE HOUSE TOUR 2013 "DEEP BEST"（3月2日 - 6月28日）
- DEEP LIVE TOUR 2013 "HISTORY ～Love & Harmony～"（9月21日 - 12月13日）
- DEEP LIVE TOUR 2014 "Just The Way You Are"（11月7日 - 12月28日）
- DEEP COUNTDOWN LIVE 2014-2015（12月31日）
- DEEP LIVE HOUSE TOUR 2015 "Love Light"（3月25日 - 5月30日）
- DEEP COUNTDOWN LIVE 2015-2016（12月31日）
- DEEP LIVE TOUR 2018 "THE SINGER"（11月26日 - 12月26日）
- LDH PERFECT YEAR 2020 SPECIAL STAGE 〜MUSIC BOX〜（3月25日、4月4日）新型コロナウイルスによる政府の自粛要請に従い中止[17]
- DEEP PREMIUM LIVE 2022 "MORE DEEP"（12月1日 - 12月23日）[18][19]
- DEEP LIVE TOUR 2024 "夜明け" 〜Life Story〜（11月21日 - 12月21日）[20]
- DEEP LIVE TOUR 2025 〜COLOR〜（7月3日 - 8月22日）[21]

### 合同
- VOCAL BATTLE AUDITION Presents "VOCAL BATTLE STAGE 2014"（4月24日 - 4月25日）[22]
- LDH LIVE-EXPO 2023（12月31日）[23]

### ファンクラブイベント
- DEEP OFFICIAL FAN CLUB LIVE 2015 "MORE DEEP"（10月11日 - 12月23日）
- DEEP OFFICIAL FAN CLUB EVENT 2019 in HANEDA 〜OPEN MIC Vol.1〜（3月22日）[24]
- DEEP OFFICIAL FAN CLUB EVENT 2019 in HANEDA 〜OPEN MIC Vol.2〜（5月19日）[25]
- DEEP OFFICIAL FAN CLUB EVENT 2019 in HANEDA 〜OPEN MIC Vol.3〜（7月21日）[26]
- DEEP LINK presents DEEP FAN CLUB EVENT 2023 〜Thank you〜（5月12日 - 5月20日）[27]
- DEEP LINK presents DEEPと語らう会 令和七年（3月7日）[21]

### 参加
- EXILE THE SECOND LIVE TOUR 2017-2018 "ROUTE 6・6"（10月28日 - 5月24日）[28]

## 出演

### 配信番組
- 漢部 〜真ノ男道〜（2014年10月[29] - 2015年2月[30]、ニコニコ動画）[31]

## COLOR
COLOR（カラー）は、日本のコーラス・グループ。2004年から2009年まで活動していた。

### 略歴
- 2004年、EXILEのボーカルATSUSHIを中心に、地元の後輩であるKIKURI、音楽専門学校時代からの友人であるYORK、オーディションで選ばれたTAKAの4人で"COLOR"を結成[32]。
- 2004年12月1日、シングル『Special love』でデビュー。
- 2006年10月21日、TAKA以外の全メンバーが脱退[32]。ATSUSHIプロデュースのもと、TAKAと新たなメンバーで活動することを発表。
- 2006年10月24日、TAKAをリーダーに新生"COLOR"を結成[33]。
- 2006年12月1日、VOCAL BATTLE AUDITION 出身の、YUICHIRO、KEISEI、RYOの3人が新メンバーであることを発表し、新生COLORとして始動[34]。
- 2007年4月25日、新生COLOR初のシングル『涙が落ちないように』を発売。
- 2009年6月30日、『COLOR LIVE TOUR 2009 〜DEEP〜』の最終日、翌日7月1日よりグループ名をDEEPと改名し、ATSUSHIプロデュースから離れセルフプロデュースで活動することを発表[3]。COLORは活動終了した。

### 再集結
初代メンバーATSUSHI、KIKURI、YORK、TAKAによる活動。
- 2010年11月17日、『EXILE ATSUSHI Premium Live 〜The Roots〜』で一夜限りの復活[35]。
- 2025年2月5日、配信シングル『It's Brand New』をリリース。きっかけは、2019年にATSUSHIのYouTubeチャンネルの撮影で4人が集まったことだった[32]。

### メンバー
活動終了時のメンバー
- TAKA（タカ、1983年10月24日 - ）
- YUICHIRO（ユウイチロウ、1981年11月8日 - ）
- KEISEI（ケイセイ、1986年1月24日 - ）
- RYO（リョウ、1986年7月11日 - ）

活動中に脱退したメンバー
- ATSUSHI（アツシ、1980年4月30日 - ）
  - EXILEと並行して活動していた。リーダーを務めていた。
  - 2006年脱退。その後もDEEPに改名となる2009年まではプロデューサーを務めていた。

- KIKURI（キクリ、1983年2月6日 - ）
  - 2006年脱退。2011年からLUVandSOULのメンバーとして活動していた。

- YORK（ヨーク、1981年3月4日 - ）
  - 専門学校ESPミュージカルアカデミー出身。
  - 2006年脱退。

### シングル
|    | 発売日         | タイトル                    | 順位 |
| -- | -------------- | --------------------------- | ---- |
| 1  | 2004年12月1日  | Special love                | 10位 |
| 2  | 2005年3月9日   | Move So Fast                | 9位  |
| 3  | 2005年8月24日  | Summer time cruisin'        | 9位  |
| 4  | 2005年12月7日  | 音色                        | 25位 |
| 5  | 2007年4月25日  | 涙が落ちないように          | 22位 |
| 6  | 2007年7月25日  | Blue Sky                    | 23位 |
| 7  | 2007年11月28日 | 青い鳥                      | 25位 |
| 8  | 2008年1月23日  | 君のいない道                | 49位 |
| 9  | 2008年6月18日  | Midnight call               | 17位 |
| 10 | 2008年11月12日 | Miss you                    | 25位 |
| 11 | 2008年12月3日  | With you〜Luv merry X'mas〜 | 27位 |
| 12 | 2009年1月28日  | Long Distance               | 35位 |

### アルバム
|   | 発売日        | タイトル                    | 順位 |
| - | ------------- | --------------------------- | ---- |
| 1 | 2005年9月21日 | RED 〜Love is all around〜  | 8位  |
| 2 | 2008年1月23日 | BLUE 〜Tears from the sky〜 | 6位  |
| 3 | 2008年7月30日 | BLACK 〜A night for you〜   | 6位  |
| 4 | 2009年2月4日  | WHITE 〜Lovers on canvas〜  | 4位  |

### 配信シングル
- It's Brand New[32]（2025年2月5日）

### 参加作品
| 発売日        | 曲名                            | 収録作品                                                             |
| ------------- | ------------------------------- | -------------------------------------------------------------------- |
| 2004年9月29日 | JOY                             | EXILES『HEART of GOLD 〜STREET FUTURE OPERA BEAT POPS〜』            |
| 2004年9月29日 | Close To You                    | EXILES『HEART of GOLD 〜STREET FUTURE OPERA BEAT POPS〜』            |
| 2004年12月1日 | FIND YOU                        | EXILE『HERO』                                                        |
| 2006年3月29日 | Love, Dream & Happiness         | EXILE『ASIA』                                                        |
| 2007年3月7日  | ソングソルジャー 〜明日の戦士〜 | Dreamers『ソングソルジャー 〜明日の戦士〜』（TAKA・YUICHIRO が参加） |
| 2007年5月30日 | My Girl feat. COLOR             | 加藤ミリヤ『My Girl feat.COLOR』                                     |
| 2008年12月3日 | Love, Dream & Happiness         | EXILE『EXILE BALLAD BEST』                                           |
| 2025年4月30日 | It's Brand New                  | EXILE ATSUSHI『Love Thang/It's Brand New』                           |

### 映像作品
| 発売日         | タイトル                   |
| -------------- | -------------------------- |
| 2008年6月18日  | COLOR LIVE TOUR 2007 BLUE  |
| 2008年11月12日 | COLOR LIVE TOUR 2008 BLACK |

### タイアップ
| 曲名                        | タイアップ                                                  | 収録作品                                    |
| --------------------------- | ----------------------------------------------------------- | ------------------------------------------- |
| Special love                | TBS系『王様のブランチ』12月・1月度エンディング・テーマ      | 1stシングル『Special love』                 |
| Move So Fast                | CM：スズキ「シボレーオプトラ」                              | 2ndシングル『Move So Fast』                 |
| 奇跡                        | 「神戸コレクション 2005春/夏」イメージソング                | 2ndシングル『Move So Fast』                 |
| Summer time cruisin'        | 日本テレビ系『(秘)ひらめ筋』8月度エンディング・テーマ       | 3rdシングル『Summer time cruisin'』         |
| 音色                        | テレビ朝日系ドラマ『熟年離婚』主題歌                        | 4thシングル『音色』                         |
| Blue Sky                    | テレビ朝日『オモ☆さん』エンディング・テーマ                 | 6thシングル『Blue Sky』                     |
| 青い鳥                      | テレビ朝日系ドラマ『おいしいごはん 鎌倉・春日井米店』主題歌 | 7thシングル『青い鳥』                       |
| For you 〜blue tears〜      | テレビ朝日『オモ☆さん』番組企画ウェディングソング           | 7thシングル『青い鳥』                       |
| 君のいない道                | 名古屋テレビ『げりらっパ』エンディング・テーマ              | 8thシングル『君のいない道』                 |
| 君のいない道                | 毎日放送・TBS系『ランキンの楽園』エンディング・テーマ       | 8thシングル『君のいない道』                 |
| Midnight call               | CM：H.I.S.「スーパーサマーセール」（関東地方のみ）          | 9thシングル『Midnight call』                |
| Midnight call               | フジテレビ系『魁!音楽番付JET』7月度オープニング・テーマ     | 9thシングル『Midnight call』                |
| Call My Name                | 日本テレビ系ドラマ『課長島耕作2 -香港の誘惑-』挿入歌        | 9thシングル『Midnight call』                |
| BUDDY feat. J Soul Brothers | 日本テレビ系ドラマ『課長島耕作2 -香港の誘惑-』主題歌        | 2ndアルバム『BLACK 〜A night for you〜』    |
| Just a Little Bit           | 日本テレビ系ドラマ『課長島耕作2 -香港の誘惑-』挿入歌        | 2ndアルバム『BLACK 〜A night for you〜』    |
| Miss you                    | CM：佐藤製薬「アセスE」                                     | 10thシングル『Miss you』                    |
| With you〜Luv merry X'mas〜 | 「シオドメの森 日テレホワイトロード」テーマソング           | 11thシングル『With you〜Luv merry X'mas〜』 |
| Long Distance               | 日本テレビ系『スッキリ!!』1月度エンディング・テーマ         | 12thシングル『Long Distance』               |
| Stay on                     | テレビ朝日系『恋愛百景』エンディング・テーマ                | 3rdアルバム『WHITE 〜Lovers on canvas〜』   |

### ライブ
- EXILE LIVE TOUR 2005 PERFECT LIVE 〜ASIA〜（9月24日 - 12月18日）
- EXILE LIVE TOUR 2007 EXILE EVOLUTION（5月11日 - 7月16日）
- COLOR LIVE TOUR 2007 "BLUE"（10月27日 - 12月8日）
- COLOR LIVE TOUR 2008 "BLACK"（5月31日 - 7月4日）
- EXILE LIVE TOUR "EXILE PERFECT LIVE 2008"（11月29日 - 12月31日）
- COLOR LIVE TOUR 2009 〜DEEP〜（6月10日 - 6月30日）

### 出演

#### ラジオ
- Midnight COLOR（2007年1月 - 2008年9月、CROSS FM）

## DEEP SQUAD
DEEP SQUAD（ディープ スクワッド）は、DEEPによるプロジェクト。レーベルはソニー・ミュージックアソシエイテッドレコーズ。
2019年2月19日、「DEEP VOCALIST AUDITION」の開催を発表。同年7月22日に最終審査を行い、DEEPと合格者によるプロジェクト「DEEP SQUAD」が始動。
2020年7月22日、結成1周年の日に配信シングル「Get With You」でデビュー。

### DEEP以外のメンバー
- YUHI（ユウヒ、2001年3月16日 - ）
  - 大阪府出身。身長180cm。血液型A型[38]。本名、宇原雄飛（うはら ゆうひ）[37]。
  - VBA5を機にEXPG大阪校に通う[38]。
  - THE JET BOY BANGERZとしても活動。
- RYOJI（リョウジ、1996年5月15日 - ）
  - 埼玉県出身。身長177cm。血液型A型[39]。本名、杉山亮司（すぎやま りょうじ）[37]。
  - WOLF HOWL HARMONYとしても活動。
- SUZUKI（スズキ、1995年8月14日 - ）
  - 沖縄県出身。身長175cm。血液型B型[39]。本名、比嘉涼樹（ひが すずき）[37]。
  - WOLF HOWL HARMONYとしても活動。

### 作品
順位はオリコン週間ランキングの最高位

#### 配信シングル
|   | 配信日         | タイトル            |
| - | -------------- | ------------------- |
| 1 | 2020年7月22日  | Get With You        |
| 2 | 2020年10月30日 | Good Love Your Love |
| 3 | 2021年2月22日  | あなたが迷わずに    |
| 4 | 2021年4月12日  | 2words              |
| 5 | 2021年7月19日  | Deja Vu             |

#### シングル
|   | 発売日         | タイトル                     | 順位 |
| - | -------------- | ---------------------------- | ---- |
| 1 | 2021年10月13日 | 変わりゆくもの変わらないもの | 11位 |
| 2 | 2022年4月13日  | Gimme Gimme                  | 11位 |
| 3 | 2022年8月31日  | VIVA SUMMER!!!!!!            | 16位 |

#### アルバム
|   | 発売日         | タイトル  | 順位 |
| - | -------------- | --------- | ---- |
| 1 | 2021年12月15日 | D'PARTURE | 15位 |

#### 参加作品
| 発売日         | 曲名                     | 収録作品                                                              |
| -------------- | ------------------------ | --------------------------------------------------------------------- |
| 2020年10月30日 | LEMON FRIDAY             | LAWSON限定商品『EXILE公式 LEMON SOUR SQUAD 真空・断熱タンブラーBOOK』 |
| 2021年1月18日  | AMAZING DAYS             | DEEP SQUAD meets EXILE TETSUYA「AMAZING DAYS」                        |
| 2021年11月26日 | そんなことキミに言えない | V.A.『昨日より赤く明日より青く -CINEMA FIGHTERS project-』            |
| 2022年12月28日 | Pouring rain             | V.A.『HiGH&LOW THE WORST BEST ALBUM』                                 |

### タイアップ
| 曲名                         | タイアップ | 収録作品                                                   |
| ---------------------------- | --- | ---------------------------------------------------------- |
| Get With You                 | CM：ナガシマスパーランド「ジャンボ海水プール」                                                                          | 1st配信シングル『Get With You』                            |
| Get With You                 | CM：ジョブカン | 1st配信シングル『Get With You』                            |
| Good Love Your Love          | テレビ東京系木ドラ25『30歳まで童貞だと魔法使いになれるらしい』エンディングテーマ                                        | 2nd配信シングル『Good Love Your Love』                     |
| LEMON FRIDAY                 | CM：EXILE公式 LEMON SOUR SQUAD 真空・断熱タンブラーBOOK                                                                 | 『EXILE公式 LEMON SOUR SQUAD 真空・断熱タンブラーBOOK」    |
| あなたが迷わずに             | CM：ナガシマスパーランド「なばなの里 イルミネーション」                                                                 | 3rd配信シングル『あなたが迷わずに』                        |
| 2words                       | BSS山陰放送『etime』エンディングテーマ                                                                                  | 4th配信シングル『2words』                                  |
| Deja Vu                      | CM：ナガシマスパーランド「ジャンボ海水プール」2021年CMソング                                                            | 5th配信シングル『Deja Vu』                                 |
| 変わりゆくもの変わらないもの | 映画『劇場版 抱かれたい男1位に脅されています。 〜スペイン編〜』主題歌 メ〜テレ『BomberE』2021年12月度エンディングテーマ | 1stシングル『変わりゆくもの変わらないもの』                |
| そんなことキミに言えない     | 映画『言えない二人』主題歌                                                                                              | V.A.『昨日より赤く明日より青く -CINEMA FIGHTERS project-』 |
| Gimme Gimme                  | 映画『チェリまほ THE MOVIE 〜30歳まで童貞だと魔法使いになれるらしい〜』挿入歌                                           | 2ndシングル『Gimme Gimme』                                 |
| VIVA SUMMER!!!!!!            | CM：ナガシマスパーランド「ジャンボ海水プール」2022年CMソング                                                            | 3rdシングル『VIVA SUMMER!!!!!!』                           |

### 出演

#### テレビ
- バリヤゼDEEPナイト（2021年4月 - 2021年6月、NBC長崎放送）[45]

#### ミュージックビデオ
- COLOR「It's Brand New」（2025年）[46]

#### その他
- TikTok 春の歌うまアンバサダー（2021年）[47]

### ライブ・イベント

#### 単独
- LDH PERFECT YEAR 2020 SPECIAL STAGE 〜MUSIC BOX〜（2020年3月26日、4月5日）新型コロナウイルスによる政府の自粛要請に従い中止[17]
- DEEP SQUAD LIVE TOUR 2022 "D’PARTURE" 〜Episode 0〜（2022年3月24日 - 3月30日）

#### 配信
- DEEP SQUAD PREMIUM LIVE 2020 "NEW STORY"（2020年11月21日）[48]
- CL presents「DEEP SQUAD CL PREMIUM LIVE & TALK "TRUE LOVE"」（2021年3月5日）[49]
- DEEP SQUAD SPECIAL LIVE 2022 "VIVA DEEPER!!!!!!"（2022年9月18日）[50]

#### ファンクラブイベント
- DEEP SQUAD OFFICIAL FAN CLUB EVENT 〜Get With "DEEPER"〜（2021年8月13日 - 8月22日）[51]
- DEEP LINK presents DEEP SQUAD OFFICIAL FAN CLUB EVENT 2024 "DEEPER DEEPER"（2024年3月18日 - 3月22日）[52]